# Platynowe Wiertło
Platynowe Wiertło – ogólnopolski konkurs dla architektów i firm budowlanych. Jury ocenia obiekty za wyróżniające się jakością wykonania, architekturą, jak również zastosowaniem nowoczesnych technologii i rozwiązań. Organizatorem konkursu jest firma Bosch-Elektronarzędzia. Nagroda główna przydzielana jest w różnych kategoriach, a oprócz niej przyznawane są m.in. Złote Wiertło i Srebrne Wiertło.
Co roku do nagrody zgłaszane są najważniejsze inwestycje zrealizowane w całej Polsce.